# Winnipeg River

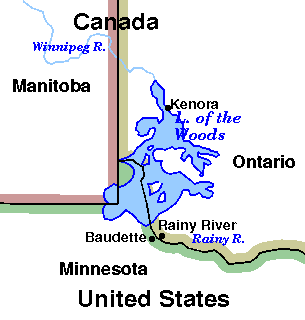
Karte des Lake of the Woods mit dem Winnipeg River, welcher ihm im Norden entfließt

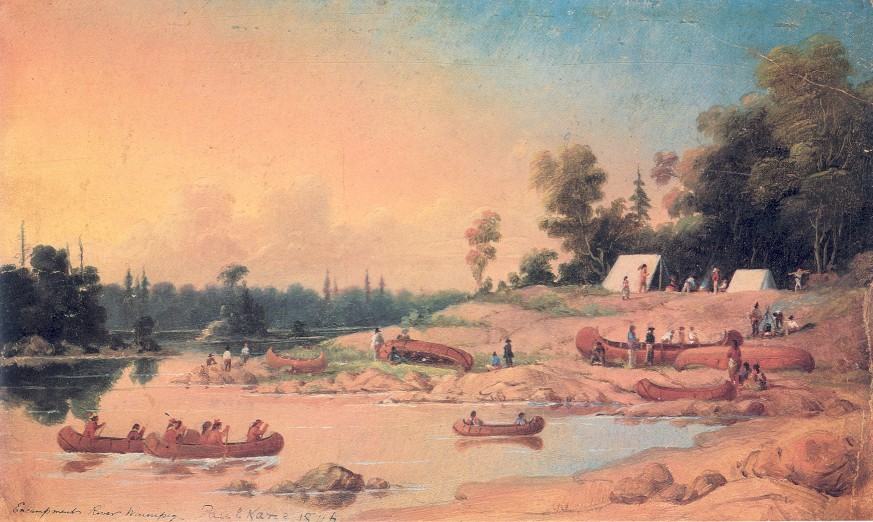
Encampment, Winnipeg River (1846), von Paul Kane

Der Winnipeg River ist ein kanadischer Fluss, welcher den See Lake of the Woods in der Provinz Ontario entwässert und dem Winnipegsee in Manitoba zufließt.
Der Fluss verläuft über eine Länge von 235 km vom Norman Dam bei Kenora bis zu seiner Mündung in den Winnipegsee. Sein Einzugsgebiet umfasst 106.500 km², überwiegend in Kanada. Etwa 29.300 km² dieser Fläche liegen im nördlichen Minnesota.
Gemessen von der Quelle des Zuflusses Firesteel River erreicht der Winnipeg River eine Gesamtlänge von 813 km.

## Geographie
Entlang dem Flusslauf des Winnipeg River liegen eine Reihe von Seen, an welchen sich der Fluss verbreitert.
In Manitoba sind das
Nutimik, Eleanor, Dorothy, Margaret, Natalie und Lac du Bonnet.
Die Seen Nutimik, Dorothy und Margaret liegen vollständig im Whiteshell Provincial Park.
Durchflossene Seen in Ontario sind Gun, Roughrock und Sand.
Zuflüsse des Winnipeg Rivers:
- Rainy River
- Black Sturgeon River
- English River
- Bird River
- Lee River
- Whiteshell River
- Whitemouth River
- MacFarlane River

Zu den größeren Orten am Winnipeg River gehören Kenora, Minaki und Whitedog in Ontario sowie Lac du Bonnet, Pinawa, Powerview und Pine Falls in Manitoba.

## Wasserkraftwerke
Es gibt mehrere Wasserkraftwerke entlang dem Winnipeg River.
In Abstromrichtung sind dies:
| Name            | Fertig- stellung | Leistung [MW] | Anzahl Turbinen | hydraul. Potential [m] | Reservoir         | Betreiber      |
| --------------- | ---------------- | ------------- | --------------- | ---------------------- | ----------------- | -------------- |
| Norman          | 1898–1926        | 14            | 5               | 6,4                    | Lake of the Woods | AbitibiBowater |
| Kenora          | 1906/1921–1926   | 10            | 10              | 6,4                    | Lake of the Woods | AbitibiBowater |
| White Dog Falls | 1958             | 68            | 3               | n/a                    | n/a               | OPG            |
| Pointe du Bois  | 1926             | 77            | 16              | 14                     | n/a               | Manitoba Hydro |
| Slave Falls     | 1928–1948        | 67            | 8               | 9,75                   | n/a               | Manitoba Hydro |
| Seven Sisters   | 1952             | 165           | 6               | 18,6                   | n/a               | Manitoba Hydro |
| McArthur        | 1955             | 55            | 8               | 7                      | Lac du Bonnet     | Manitoba Hydro |
| Great Falls     | 1928             | 136           | 6               | 17,7                   | n/a               | Manitoba Hydro |
| Pine Falls      | 1952             | 89            | 6               | 11,3                   | n/a               | Manitoba Hydro |

Die Abflussmenge des Winnipeg River wird vom Lake of the Woods Control Board reguliert.

## Abflusspegel
- Winnipeg River am Pegel West Branch Keewatin River Bridge – hydrographische Daten bei R-ArcticNET  – Pegelmessung 1907–1924
- Winnipeg River am Pegel oberhalb Grand du Bonnet Falls – hydrographische Daten bei R-ArcticNET  – Pegelmessung 1911–1912
- Winnipeg River am Pegel unterhalb Lake of the Woods-Abfluss – hydrographische Daten bei R-ArcticNET  – Pegelmessung 1892–2000
- Winnipeg River am Pegel unterhalb Fourth Falls Seven Sisters – hydrographische Daten bei R-ArcticNET  – Pegelmessung 1917–1919
- Winnipeg River am Pegel Whitedog Falls Powerhouse – hydrographische Daten bei R-ArcticNET  – Pegelmessung 1913–1994
- Winnipeg River am Pegel Slave Falls – hydrographische Daten bei R-ArcticNET  – Pegelmessung 1907–2000
- Winnipeg River am Pegel Pine Falls Generating Station – hydrographische Daten bei R-ArcticNET  – Pegelmessung 1987–2000
- Winnipeg River am Pegel McArthur Generating Station – hydrographische Daten bei R-ArcticNET  – Pegelmessung 1987–2000
- Winnipeg River am Pegel oberhalb Lamprey Falls – hydrographische Daten bei R-ArcticNET  – Pegelmessung 1956–1963
- Winnipeg River am Pegel oberhalb Boundary Falls – hydrographische Daten bei R-ArcticNET  – Pegelmessung 1928–1955